# Лонгли, Майкл
Майкл Лонгли (англ. Michael Longley; 27 июля 1939, Белфаст, Северная Ирландия — 22 января 2025, Белфаст) — поэт из Северной Ирландии. В 1960-х гг. входил в Белфастскую группу поэтов.

## Биография
Майкл Лонгли родился в 1940 году в Белфасте. Окончил Тринити-колледж в Дублине; впоследствии там же преподавал классическую филологию. В течение двадцати лет заведовал отделом литературы и народного искусства при Североирландском художественном совете.
С 1963 по 1966 гг. Майкл Лонгли участвовал в собраниях так называемой Белфастской группы поэтов. Помимо него в эту группу входили такие известные ирландские поэты, как Шеймас Хини, Пол Малдун и др.
Майкл Лонгли был членом «Аосданы» — ирландского объединения художников и писателей, в которое входят 200 наиболее выдающихся деятелей искусства.
Жена — известный литературный критик Эдна Лонгли. Супруги имеют троих детей.
Скончался 22 января 2025 года в Белфасте.

## Творчество
Изучение классической филологии наложило отпечаток на творчество Лонгли: в его поэзии нередки мифологические реминисценции и отсылки к творчеству Гомера и Овидия. Вместе с тем большинство этих стихотворений так или иначе перекликаются с современной поэту реальностью, и в них угадываются аллюзии на политические события в Северной Ирландии.
Основные темы поэзии Лонгли — война, смерть, природа, любовь. Для его лирики характерна сдержанная интонация, элегическая созерцательность, внимание к детали и форме, умение затронуть сложные и глубокие темы, оставаясь в рамках сжатого, компактного стиха.

## Награды
В 1991 г. Майкл Лонгли получил Уитбредовскую премию за сборник «Gorse Fires». В 2000 г. сборник «The Weather in Japan» был отмечен сразу двумя наградами: премией Т. С. Элиота и Готорнденской премией.
В 2001 г. Лонгли получил Королевскую золотую медаль за поэтические достижения. В 2010 г. он стал Командором ордена Британской империи.
В 2011 г. поэт награждается Лондонской премией в области искусства. В 2012 г. его сборник «A Hundred Doors» отмечен премией Премия «Поэзия сейчас».
Майкл Лонгли был почётным доктором университета Квинс в Белфасте и Тринити-колледжа в Дублине.

### На русском языке
- Майкл Лонгли. Стихотворения. Предисловие и перевод с английского Григория Стариковского. // Новая Юность, № 6 (51).